# Na na na
Na na na è un singolo del cantautore italiano Holden, pubblicato il 9 agosto 2019.

## Descrizione
Il brano è scritto, composto e prodotto dallo stesso cantautore.

## Video musicale
Il video musicale, diretto da Marco D'Andragora, è stato pubblicato in anteprima il 6 dicembre 2019 attraverso il canale YouTube del cantautore.

## Tracce
Testi e musiche di Joseph Carta.
1. Na na na – 2:06

## Classifiche
| Classifica (2019) | Posizione massima |
| ----------------- | ----------------- |
| Italia            | 31                |